# Socket 5
Socket 5 — процессорный разъём для установки второго поколения процессоров Intel Pentium (я́дра P54C и P54CS), работающих на частотах от 75 до 133 МГц. Он также поддерживает процессоры Pentium MMX (только со специальным адаптером) и некоторые Pentium OverDrive. Это первый сокет, контакты на котором расположены в шахматном порядке (тип корпуса SPGA), что позволило уменьшить расстояние между соседними контактами. Контакты расположены на матрице в 5 рядов, общее количество контактов — 320. Напряжение питания — 3,3 В. Socket 5 был впоследствии заменён разъёмом Socket 7.